# Lokomotiva Tomáš: Záchrana z Mlžného ostrova
Lokomotiva Tomáš: Záchrana z Mlžného ostrova je britský CGI film z roku 2010. Jedná se o 5. film seriálu Lokomotiva Tomáš, ale je druhým CGI filmem. Film byl produkován HIT Entertainment s animací od Nitrogen Studios. Režíroval jej Greg Tiernan. Scénář napsala Sharon Millerová. Odehrává se mezi 13. a 14. sérií Lokomotiva Tomáš. Následujícím filmem je Lokomotiva Tomáš: Den dieselů.

## Děj
Staví se nové pátrací a záchranné středisko. K jeho stavbě je potřeba rumělkové dřevo z Japonska . Všechny lokomotivy chtějí odvézt rumělkové dřevo. Lokomotiva Tomáš nechtěně urazí Diesela, proto Diesel odveze rumělkové dřevo, což vede k honičce mezi ním a Tomášem. Všechno dřevo spadne do moře kvůli nedokončenému mostu. Tomáš zachrání Diesela a je odměněn návštěvou záchranného centra ve Spojeném království. Tomáš se rozhodne vydat do Británie na voru za lodí. Cestou však praskne řetěz k lodi. Tomáš se po usnutí probudí a zjistí, že přistál na nedalekém Mlžném ostrově.
Tomáš prozkoumává ostrov a brzy zjistí, že je obýván Bashem, Dashem a Ferdinandem, kteří byli posláni na ostrov kvůli potížím, co způsobili v Anglii. Tlustý přednosta v té době zjistí, že se Tomáš pohřešuje, což ho přiměje vyhlásit pátrání.
Když Tomáš prozkoumá celý ostrov, objeví těžební stanici, kterou provozují „Dřevařské mašinky” a zjistí, že Mlžný ostrov je jediné místo kromě Japonska, kde rostou rumělkové stromy. On a ostatní se rozhodnou, že se chtějí vrátit na ostrov Sodor s trochou dřeva, k tomu musí použít tunel, který spojuje Mlžný ostrov se Sodorem. Když jsou v polovině cesty, tunel se na obou stranách zřítí, což způsobí, že uvíznou. Chvíli nato dřevařským mašinkám dojde olej. Tomáš najde díru ve stropě jeskyně, což mu umožní vyfouknout dírou páru a upozornit své přátele na Sodoru. Kouř brzy upozorní ostatní lokomotivy o Tomášově poloze a přesvědčí jeho nejlepšího přítele Percyho a Bafa, aby jeli tunelem. Percy dojede k Tomášovi. Tomáš se rozhodne, že by měl prorazit cestu skrz propadlý tunel. Baf však Tomáše zadrží a prorazí cestu sám. Všichni tři pak vytáhnou Bashe, Dashe a Ferdinanda z tunelu. Nicméně tlustý přednosta, Edward, James a Gordon odpluli na Mlžný ostrov, aby našli Tomáše, proto Tomáš spěchá zpět na Mlžný ostrov. Naštěstí je najde právě včas. Jakmile to udělá, všechny dřevařské mašinky jsou přivítány na Sodoru a koná se velká oslava otevření Sodorského pátracího a záchranného centra.

## Obsazení
| Michael Angelis  | vypravěč |
| Ben Small        | Tomáš, Toby, Ferdinand                                                                                        |
| Keith Wickham    | Percy, Gordon, Salty, Kapitán, Henry, Edward, Tlustý přednosta, Dash, Harold, James, With (v české verzi Baf) |
| Matt Wilkinson   | Bash, manažer doků, Cranky, Victor, Rocky, Kevin, Diesel 10                                                   |
| Kerry Shale      | Diesel |
| Teresa Gallagher | Emily |